# قرحة بورولي
قرحة بورولي، وتعرف أيضاً باسم «قرحة بيرنسديل» أو «قرحة سيرلز») هي عدوى تنجم عن المتفطرة المقرحة تتميز المرحة المبكرة من العدوى بوجود عُقيدَة (تدرن) أو تورم قد تتحول إلى قرحة. قد تكون القرحة من الداخل أكبر منها على سطح الجلد وقد تحاط القرحة بعُقيدات أو ورم. كلما اشتدت الإصابة، تزيد إمكانية إصابة العظام ويشار إلى أن الإصابة بقرحة بورولي أكثر شيوعاً في الذراعين والساقين. كما أن وجود حمى مرافقة للإصابة أكبر غير مألوف.

## المسببات
تطلق البكتيريا المتفطرة المقرحة مادة سامة تعرف بمايكولاكتون والتي تقلل من التثبيط المناعي وتسبب استماتة الأنسجة كما تسبب بكتيريا أخرى من نفس العائلة مرض السل ومرض الجذام (المتفطرة السلية والمتفطرة الجذامية على التوالي). لا تعرف كيفية انتشار المرض، لكن قد تساهم مصادر المياه في انتشاره وحتى عام 2013، لا يوجد لقاح فعال للمرض

## العلاج
إذا تم علاج المصاب في مراحل الإصابة المبكرة، يكون استخدام مضاد حيوي لمدة ثمانية أسابيع فعالاً في 80% من الحالات ويتضمن العلاج غالباً استخدام أدوية ريفامبيسين وستربتوميسين. يستخدم كلاريثروميسين أو موكسيفلوكساسين أحياناً بدلاً من ستربتوميسين. هذا وقد تشمل بعض حالات علاجية تدخل جراحي لإزالة القرحة. بعد الشفاء، غالباً ما تترك ندوب مكان الإصابة

## عن المرض
قرحة بورولي أكثر شيوعاً في مناطق أفريقيا جنوب الصحراء الريفية، خاصة في ساحل العاج؛ لكن يمكن أن تصيب الأشخاص في مناطق آسيا وغرب المحيط الهادي والأمريكيتين. هذا وقد وقعت حالات في أكثر من 32 دولة. تسجل حوالي 5000 - 6000 حالة سنوياً كما تصاب بعض الحيوانات بهذا المرض أيضاً كالإنسان كان آلبرت روسكين كوك أول من وصف قرحة بورولي عام 1897.